# Galati Inferiore
Galati Inferiore, (anche Galati Sant'Anna) è una frazione della I Circoscrizione del comune di Messina, dista circa 13 km a sud dal centro cittadino.
Situato in una valle alluvionale percorsa dal torrente Galati, confina a nord con il territorio di Mili Marina, esattamente con contrada Moleti, ad est con Galati Marina, a sud con il territorio di Santa Margherita (contrada Ortera) e a ovest col piccolo villaggio di Galati Superiore (o Galati Santa Lucia).
Fino agli anni '60 Galati Sant'Anna era un villaggio con un'economia agricola e le sue campagne erano coltivate ad agrumeti, uliveti e vigneti.

## Il toponimo
Il nome Galati deriva dal greco antico γάλα gàla, cioè latte, in quanto anticamente il territorio del paese era zona di pascolo e i suoi abitanti praticavano la pastorizia e l'allevamento del bestiame.
L'appellativo di Sant'Anna, deriva dalla santa protettrice del paese, alla quale è intitolata la chiesa parrocchiale.

## Storia
Dai registri di battesimo custoditi in canonica, si ha la certezza che già nel XVI secolo esisteva in paese una chiesa intitolata a Sant'Anna, ma sicuramente il villaggio si costituì nel Basso Medioevo  dopo l'anno 1000.
È certa la presenza di un'abbazia basiliana, con annessa una chiesa dedicata a San Pietro in una non meglio identificata contrada Mueli della quale però non risultano più tracce. Essendo il paese situato in una valle alluvionale, probabilmente il convento con la chiesa annessa, sarà andata distrutta o sommersa da una piena del torrente Galati e mai più riedificato.
L'aggiunta "Sant'Anna" al toponimo Galati deriva dalla chiesa del monastero benedettino fatto erigere nell'anno 1124 dalla principessa Adelasia di Adernò, nipote del conte Ruggero. Di questo antico monastero benedettino di Sant'Anna non è rimasto traccia.
 Di tutto ciò rimane un documento del 1308 che attesta fin dal secolo XIII esisteva una chiesa in Galati dedicata alla santa, nella quale officiava un sacerdote greco, Arcadio, che segnalava di aver versato delle decime (2 tarì) all'Arcivescovo.

## Viabilità e trasporti pubblici
Il suo territorio è attraversato dall'autostrada A18 Messina-Catania e dalla ferrovia Messina-Catania.
Una strada carrozzabile, la Strada Provinciale 37 larga circa 5 m, costruita in parte nel 1937 e completata nel 1957, collega il villaggio con la Strada statale 114 Orientale Sicula, con Galati Marina e con Galati Superiore (Galati Santa Lucia).
La viabilità minore è rappresentata da vicoli, dei quali due pedonali (via Palazzazzo e via Case Nuove) e due carrozzabili (via Sant'Anna e via Cavalieri).
 Il villaggio è servito nei giorni feriali dalla linea ATM 3bis (Santa Margherita Marina-Galati Santa Lucia), mentre nei giorni festivi non viene effettuato alcun servizio.

## Chiesa e monumenti
La chiesa parrocchiale è intitolata a Sant'Anna, che fu ricostruita negli anni trenta, allorché un'alluvione nel 1917, aveva demolito la chiesa costruita in legno in sostituzione di quella distrutta dal terremoto del 1908. In cima ad un colle prospiciente il villaggio, si erge una costruzione squadrata, chiamata "Palazzazzo" che sarebbe stata un'antica polveriera spagnola, rimaneggiata negli anni cinquanta del XX secolo ed adibita a civile abitazione. Completano il quadro storico: un frantoio del XIX secolo, una cisterna del XVII secolo, un lavatoio pubblico (anno 1928 circa), oltre ad alcune lastre in pietra di Siracusa, facenti parte dei ruderi della chiesa distrutta nel 1908 e recanti delle iscrizioni in latino, oltre alla data dell'anno 1777. In contrada Pozzo, esiste una cappella gentilizia del XIX secolo, da pochi anni restaurata e posta sotto il vincolo della Sovrintendenza ai Beni Culturali.